# Calyptronema maxweberi
Calyptronema maxweberi är en rundmaskart som först beskrevs av De Man 1922. Enligt Catalogue of Life ingår Calyptronema maxweberi i släktet Calyptronema och familjen Symplocostomatidae, men enligt Dyntaxa är tillhörigheten istället släktet Calyptronema och familjen Enchelidiidae. Arten är reproducerande i Sverige. Inga underarter finns listade i Catalogue of Life.